# Rosamund Pike

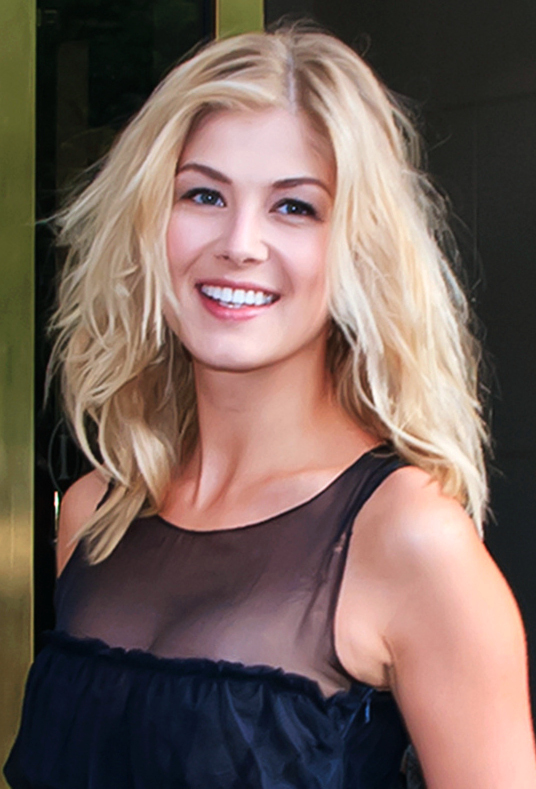
Pike a 2010-es Torontói Nemzetközi Filmfesztiválon

Rosamund Pike (Rosamund Mary Ellen Pike, London, 1979. január 27. –) Golden Globe- és Emmy-díjas angol színésznő.
A 2002-es Halj meg máskor című James Bond-filmben a jeges szépség, Miranda Frost szerepét játszotta. 2011-ben szerepet kapott a Johnny English újratöltve című filmben, 2012-ben Andromédát alakította A titánok haragja című sci-fi eposzban. Több kritikus szerint élete alakítását nyújtotta Amy Dunne-ként a Holtodiglan (2014) című thrillerben.

## Élete és pályafutása
1979. január 27-én Hammersmith-ben született Caroline Friend hegedűművésznő és Julian Pike operaénekes egyetlen gyermekeként. Gyermekkorában sokat utazott, németül és franciául is megtanult, angol irodalmat hallgatott az egyetemen. Egy ifjúsági csoporttal előadott Rómeó és Júlia színdarabban felfigyeltek a tehetségére, egy ügynök azonnal le is szerződtette. Huszonhárom éves koráig elsősorban angol tévésorozatokban tűnt fel, például az Édesek és mostohákban (1999).
2002-ben vált ismertté, amikor Pierce Brosnan oldalán Miranda Frost szerepét alakította a James Bond-széria Halj meg máskor részében. Szerepelt a Johnny English újratöltve (2011) és A titánok haragja (2012) című filmekben, Tom Cruise oldalán a 2012-es Jack Reacherben és Amy Dunne-ként a Holtodiglan (2014) című thrillerben.
Partnere: Robie Uniacke (2009–), gyermekei: Solo Uniacke, Atom Uniacke.

## Filmográfia

### Film
| Év   | Magyar cím                              | Eredeti cím                                   | Szerep                | Magyar hang         |
| ---- | --------------------------------------- | --------------------------------------------- | --------------------- | ------------------- |
| 2002 | Halj meg máskor                         | Die Another Day                               | Miranda Frost         | Balázs Ágnes        |
| 2004 | Ígéretek földje                         | Promised Land                                 | Rose                  |                     |
| 2004 | Rochester grófja – Pokoli kéj           | The Libertine                                 | Elizabeth Wilmot      | Kisfalvi Krisztina  |
| 2005 | Büszkeség és balítélet                  | Pride & Prejudice                             | Jane Bennet           | Kiss Anikó          |
| 2005 | Doom                                    | Doom                                          | Dr. Samantha Grimm    | Orosz Anna          |
| 2007 | Törés                                   | Fracture                                      | Nikki Gardner         | Létay Dóra          |
| 2007 |                                         | Fugitive Pieces                               | Alex                  |                     |
| 2009 | Egy lányról                             | An Education                                  | Helen                 | Törtei Tünde        |
| 2009 | Hasonmás                                | Surrogates                                    | Maggie Greer          | Kökényessy Ági      |
| 2009 |                                         | Yesterday We Were in America (dokumentumfilm) | narrátor              |                     |
| 2010 |                                         | Burning Palms                                 | Dedra Davenport       |                     |
| 2010 |                                         | Jackboots on Whitehall                        | Daisy (hang)          |                     |
| 2010 | Barney és a nők                         | Barney's Version                              | Miriam Grant-Panofsky | Bertalan Ágnes      |
| 2010 | Harc az egyenjogúságért                 | Made in Dagenham                              | Lisa Hopkins          | Kökényessy Ági      |
| 2011 |                                         | The Organ Grinder's Monkey (rövidfilm)        | Rochelle              |                     |
| 2011 | Johnny English újratöltve               | Johnny English Reborn                         | Kate Sumner           | Horváth Lili        |
| 2011 | Vad évad                                | The Big Year                                  | Jessica               | Gubás Gabi          |
| 2012 | A titánok haragja                       | Wrath of the Titans                           | Androméda             | Pálfi Kata          |
| 2012 | Jack Reacher                            | Jack Reacher                                  | Helen Rodin           | Kisfalvi Krisztina  |
| 2013 |                                         | The Devil You Know                            | Zoe Hughes            |                     |
| 2013 | Világvége                               | The World's End                               | Sam Chamberlain       | Orosz Anna          |
| 2014 | Hosszú út lefelé                        | A Long Way Down                               | Penny                 | Sipos Eszter Anna   |
| 2014 | Hector a boldogság nyomában             | Hector and the Search for Happiness           | Clara                 | Gubás Gabi          |
| 2014 | Viking vakáció                          | What We Did on Our Holiday                    | Abi McLeod            | Pálfi Kata          |
| 2014 | Holtodiglan                             | Gone Girl                                     | Amy Elliott Dunne     | Horváth Lili        |
| 2015 | Vissza a feladónak                      | Return to Sender                              | Miranda Wells         |                     |
| 2016 | Egy egyesült királyság                  | A United Kingdom                              | Ruth Williams Khama   | Ligeti Kovács Judit |
| 2017 | HHhH – Himmler agyát Heydrichnek hívják | The Man with the Iron Heart                   | Lina Heydrich         | Kelemen Kata        |
| 2017 | Ellenségek                              | Hostiles                                      | Rosalie Quaid         | Varga Gabriella     |
| 2018 | Beirut                                  | Beirut                                        | Sandy Crowder         |                     |
| 2018 | 7 vérfagyasztó nap                      | Entebbe                                       | Brigitte Kuhlmann     | Pálfi Kata          |
| 2018 | Személyes háború                        | A Private War                                 | Marie Colvin          | Németh Kriszta      |
| 2019 | A lengyel spicli                        | The Informer                                  | Erica Wilcox          | Horváth Lili        |
| 2019 | Radioaktív                              | Radioactive                                   | Marie Curie           | Huszárik Kata       |
| 2020 | Fontos vagy nekem                       | I Care a Lot                                  | Marla Grayson         | Horváth Lili        |
| 2023 | Saltburn                                | Saltburn                                      | Elspeth Catton        | Horváth Lili        |
| 2025 |                                         | Hallow Road                                   | Anya                  |                     |
| 2025 | Szemfényvesztők 3.                      | Now You See Me 3                              | Veronika Vanderberg   |                     |
| TBA  |                                         | In the Grey                                   |                       |                     |

### Televízió
| Év        | Magyar cím                      | Eredeti cím                | Szerep                                                  | Megjegyzések                                  |
| --------- | ------------------------------- | -------------------------- | ------------------------------------------------------- | --------------------------------------------- |
| 1998      |                                 | A Rather English Marriage  | Celia                                                   | tévéfilm                                      |
| 1999      | Édesek és mostohák              | Wives and Daughters        | Lady Harriet Cumnor                                     | - három epizód - magyar hangja: - Ősi Ildikó  |
| 2000      |                                 | Trial & Retribution        | Lucy                                                    | 1 epizód                                      |
| 2001      | Szerelem hideg éghajlat alatt   | Love in a Cold Climate     | Fanny                                                   | minisorozat (2 epizód)                        |
| 2002      | Foyle háborúja                  | Foyle's War                | Sarah Beaumont                                          | 1 epizód                                      |
| 2008      |                                 | The Tower                  | Olivia Wynn                                             | tévéfilm                                      |
| 2009      |                                 | Freefall                   | Anna                                                    | tévéfilm                                      |
| 2011      |                                 | Women in Love              | Gudrun Brangwen                                         | minisorozat (2 epizód)                        |
| 2015–2020 |                                 | Thunderbirds Are Go        | Lady Penelope Creighton-Ward / egyéb szereplők (hangja) | 45 epizód                                     |
| 2018      | Gesztenye, a honalapító         | Watership Down             | The Black Rabbit of Inlé (hangja)                       | minisorozat (2 epizód)                        |
| 2019      | Egy házasság helyzete           | State of the Union         | Louise                                                  | - 10 epizód - magyar hangja: - Németh Borbála |
| 2019–     | Múmin-völgyi kalandok           | Moominvalley               | Múminmama (hangja)                                      | főszereplő                                    |
| 2019–2021 | Archibald következő nagy dobása | Archibald's Next Big Thing | narrátor (hangja)                                       | - főszereplő - magyar hangja: - Kelemen Kata  |
| 2020      | Thomas, a gőzmozdony            | Thomas & Friends           | hercegnő (hangja)                                       | 1 epizód                                      |
| 2021–2025 | Az Idő Kereke                   | The Wheel of Time          | Moirane Damodred                                        | főszereplő és producer                        |
| 2024      | A 3-test-probléma               | 3 Body Problem             | nem szerepel                                            | vezető producer                               |

## Díjak és jelölések

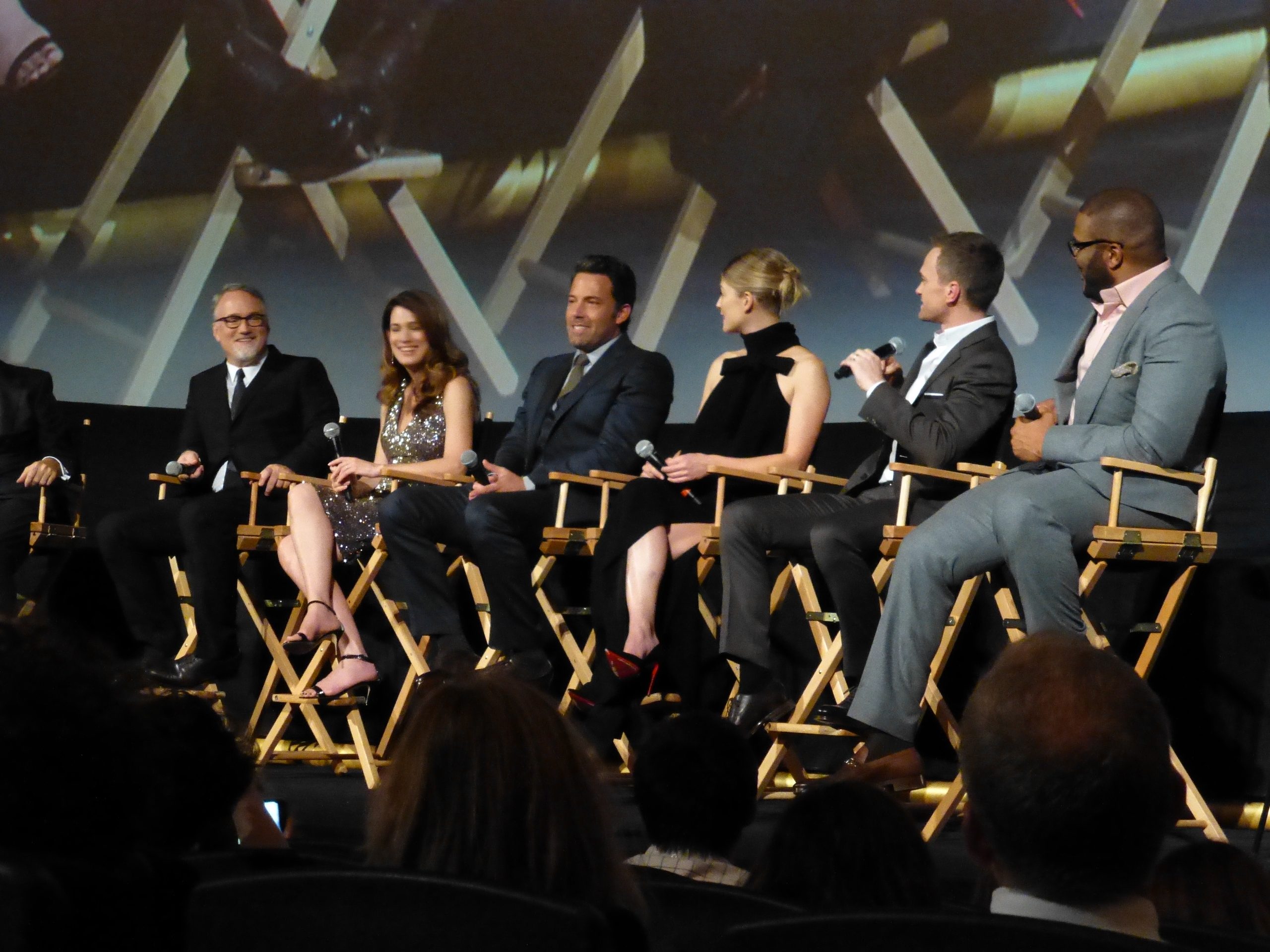
A Holtodiglan premierje az 52. New York Film Fesztiválon, 2014. október

- Golden Globe-díj (2015) – Legjobb színésznő – drámai kategória jelölés – Holtodiglan (Amy Elliott-Dunne)
- Oscar-díj (2015) – Legjobb női alakítás jelölés – Holtodiglan (Amy Elliott-Dunne)
- BAFTA-díj (2015) – Legjobb női főszereplő jelölés – Holtodiglan (Amy Elliott-Dunne)
- Szaturnusz-díj (2015) – Legjobb női főszereplőnek díj – Holtodiglan (Amy Elliott-Dunne)
- Golden Globe-díj (2019) – Legjobb színésznő – drámai kategória jelölés – Személyes háború (Marie Colvin)
- Emmy-díj (2019) – Legjobb női főszereplő rövid formátumú vigjáték- vagy drámasorozatban díj – Egy házasság helyzete (Louise)
- Golden Globe-díj (2021) – Legjobb színésznő – musical/vígjáték kategória díj – Fontos vagy nekem (Marla Grayson)
- Golden Globe-díj (2024) – Legjobb női mellékszereplő jelölés – Saltburn (Elspeth Catton)
- BAFTA-díj (2024) – Legjobb női mellékszereplő jelölés – Saltburn (Elspeth Catton)